# العلاقات الأنغولية الماليزية
العلاقات الأنغولية الماليزية هي العلاقات الثنائية التي تجمع بين أنغولا وماليزيا.

## مقارنة بين البلدين
هذه مقارنة عامة ومرجعية للدولتين:
| وجه المقارنة                                              | أنغولا           | ماليزيا       |
| --------------------------------------------------------- | ---------------- | ------------- |
| المساحة (كم2)                                             | 1.25 مليون       | 330.29 ألف    |
| عدد السكان (نسمة)                                         | 29.78 مليون      | 31.62 مليون   |
| الكثافة السكانية (ن./كم²)                                 | 23.82            | 95.73         |
| العاصمة                                                   | لواندا           | كوالالمبور    |
| اللغة الرسمية                                             | اللغة البرتغالية | لغة ماليزية   |
| العملة                                                    | كوانزا أنغولي    | رينغيت ماليزي |
| الناتج المحلي الإجمالي (بليون دولار)                      | 124.21 مليار     | 314.50 مليار  |
| الناتج المحلي الإجمالي (تعادل القوة الشرائية) بليون دولار | 184.83 مليار     | 817.43 مليار  |
| الناتج المحلي الإجمالي الاسمي للفرد دولار أمريكي          | 4.10 ألف         | 9.77 ألف      |
| الناتج المحلي الإجمالي للفرد دولار أمريكي                 |                  | 25.64 ألف     |
| مؤشر التنمية البشرية                                      | 0.533            | 0.779         |
| رمز المكالمات الدولي                                      | +244             | +60           |
| رمز الإنترنت                                              | .ao              | .my           |
| المنطقة الزمنية                                           | ت ع م+01:00      | ت ع م+08:00   |

## منظمات دولية مشتركة
يشترك البلدان في عضوية مجموعة من المنظمات الدولية، منها:
| علم المنظمة | اسم المنظمة                        | تاريخ انضمام أنغولا | تاريخ انضمام ماليزيا |
| ----------- | ---------------------------------- | ------------------- | -------------------- |
|             | منظمة الشرطة الجنائية الدولية      | ?                   | ?                    |
|             | منظمة التجارة العالمية             | ?                   | ?                    |
|             | منظمة حظر الأسلحة الكيميائية       | ?                   | ?                    |
|             | مؤسسة التمويل الدولية              | 19 سبتمبر 1989      | 20 مارس 1958         |
|             | يونسكو                             | 11 مارس 1977        | 16 يونيو 1958        |
|             | البنك الدولي للإنشاء والتعمير      | 19 سبتمبر 1989      | 7 مارس 1958          |
|             | مؤسسة التنمية الدولية              | 19 سبتمبر 1989      | 24 سبتمبر 1960       |
|             | الأمم المتحدة                      | 1 ديسمبر 1976       | 17 سبتمبر 1957       |
|             | وكالة ضمان الاستثمار متعدد الأطراف | 19 سبتمبر 1989      | 6 ديسمبر 1991        |
|             | الاتحاد الدولي للاتصالات           | 13 أكتوبر 1976      | 3 فبراير 1958        |
|             | الاتحاد البريدي العالمي            | ?                   | ?                    |

## وصلات خارجية
- موقع وزارة الخارجية الأنغولية
- موقع وزارة الخارجية الماليزية